# Monteagudo (gemeente in Bolivia)

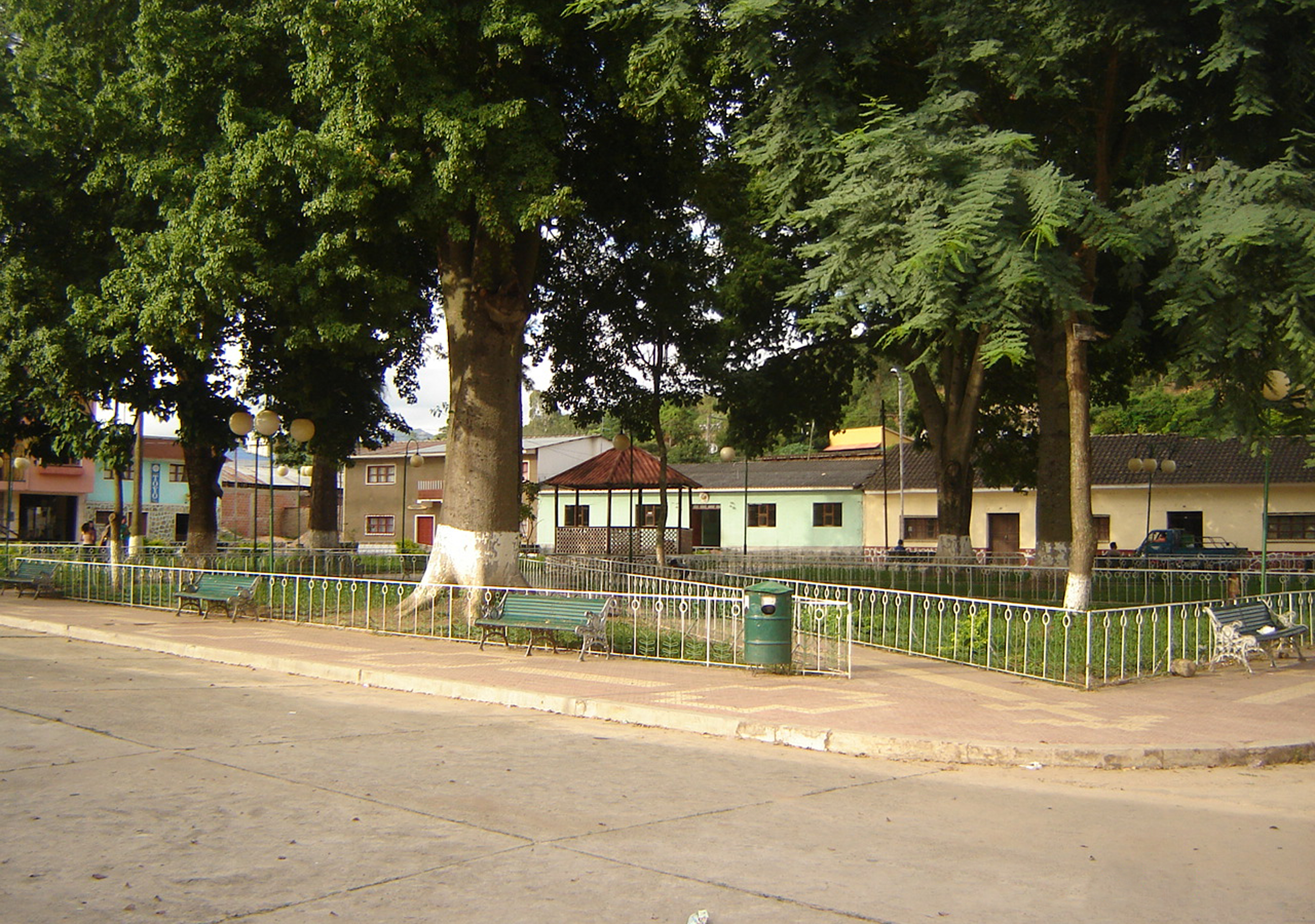
Centrum van Monteagudo

Monteagudo is een gemeente (municipio) in de Boliviaanse provincie Hernando Siles in het departement Chuquisaca. De gemeente telt naar schatting 26.374 inwoners (2018). De hoofdplaats is Monteagudo.